# Посольство России в Латвии
Посольство Российской Федерации в Латвийской Республике (латыш. Krievijas Federācijas vēstniecība Latvijas Republikā) — официальное дипломатическое представительство Российской Федерации в Латвийской Республике, расположенное в столице государства — Риге.
4 апреля 2022 года Латвия приняла решение о понижении дипломатических отношений в связи с вторжением России на Украину. Послу России Ванину в Латвии было выдано предписание покинуть страну, посол Латвии в России был отозван из Москвы.

## Структура посольства
В состав посольства входят:
- Отдел социального обеспечения
- Консульский отдел

## Здание
Здание посольства расположено на улице Украинас Неаткарибас (до 2022 года — улица Антонияс). Построено в 1879 году по проекту главного архитектора горрода Иоганна Фельско. Сразу же после Великой Отечественной войны здесь находилось Министерство культуры Латвийской ССР, дирекция Государственной филармонии и другие значимые общественные организации. 
С 1960 года там работал Республиканский Дом народного творчества имени Эмиля Мелнгайлиса и научно-методический центр. В те же годы здесь размещалось и Министерство иностранных дел Латвийской ССР.